# Арнолдо Игваран
Арнолдо Игваран (шп. Arnoldo Alberto Iguarán Zúñiga; Риоача, 18. јануар 1957) је бивши колумбијски професионални фудбалер, који је играо на позицији нападача. Одиграо је 68 утакмица за репрезентацију Колумбије између 1979. и 1993. године, играјући на Светском првенству у фудбалу 1990. и два турнира у Купу Америке. Са 25 међународних голова био је најбољи стрелац колумбијске репрезентације нације свих времена све док Радамел Фалкао није изједначио његов скор 2015. године. Игуаран је сада други најбољи стрелац колумбијске репрезентације са 25 голова а такође ФК Миљонариоса са 131 голом. Према шпанском статистичару МистерЧипу, Арнолдо Игваран је други јужноамерички фудбалер у историји који је успео да постигне голове против свих својих ривала КОНМЕБОЛ-а.

## Клупска каријера
Рођен у Риоачи, Игваран је започео и завршио клупску фудбалску каријеру са Кукути Депортиво. У Миљонариосу је провео 12 година, а са клубом је 1987. и 1988. освојио титулу шампиона колумбијске лиге. У 13 сезона са Миљонариосом постигао је 120 голова у 336 лигашких утакмица. . Игуаран се 1995. вратио у Кукуту Депортиво и повукао се са 40 година, чиме је постао један од најстаријих играча у историји колумбијске лиге.

## Репрезентативна каријера
Игуаран се такође сматра једним од најбољих играча икада у фудбалској репрезентацији Колумбије. У репрезентацији је претходно држао рекорд у постизању голова са 25 голова у 68 утакмица између 1979. и 1993. године, све док га 2015. није изједначио Радамел Фалкао. Једна од најупечатљивијих победа које је имао док је играо у колумбијском тиму била је у Копа Америка 1991. године, на утакмици када су савладали Бразил 2-0, први гол је постигао Антони де Авила, а други је постигао "Ел Гваиро" Игуаран, у 66. минуту меча.